# Propanoli
2-propanol je dobro čistilno sredstvo za čiščenje velikih površin in lepil. Je čist in ne vsebuje ničesar, kar bi puščalo ostanke na očiščeni površini. Je vnetljiva tekočina, ki jo pridobivamo iz propilena. Uporabljamo ga tudi za razkuževanje površin kot dezinfekcijsko sredstvo (najmanj 65% IPA). 

## Identifikacija snovi ali pripravka
- Identifikacija snovi ali pripravka: 2-propanol
- Uporaba snovi ali pripravka: Čistilno sredstvo

## Sestava s podatki o nevarnih sestavinah
- Sestava: Propan-2-ol (>99%m/m)
- Indeks število: 603-117-00-0
- Ec število: 200-661-7
- CAS: 67-63-0

## Ugotovitve o nevarnih lastnostih
2-propanol draži oči, vdihavanje hlapov povzroča zaspanost ali omotico. Pri stiku s kožo pa povzroči draženje.

## Ukrepi za prvo pomoč
Pri vdihavanju ponesrečenca prenesemo na svež zrak, če je potrebno, nudimo umetno dihanje. Če pride v stik s kožo, odstranimo vir kontaminacije in izpiramo z vodo in milom. Ob stiku z očmi pa spiramo z veliko vode vsaj 15 minut pri odprtem očesu in poiščemo prvo pomoč. Po zaužitju ponesrečenca ne silimo k bruhanju, edino ko je to spontano, pokličemo zdravnika. 

## Ukrepi ob požaru
V primeru požara so primerna gasilna sredstva CO2, prah, ob večjih požarih uporabimo vodno prho ali alkoholno obstojno peno. Potrebna je previdnost pri gašenju, saj lahko ogrete posode ali pare eksplodirajo. Gasilci morajo uporabljati zaščitno opremo in zaščitno masko z lastnim dovodom zraka.
-Gasilska zaščitna obleka 
-Gasilska zaščitna čelada
-Gasilski zaščitni škornji
-Gasilske zaščitne rokavice
-Izolirni dihalni aparat

## Ukrepi ob nezgodnih izpustih
Pri nezgodnem izpustu moramo nositi zaščitno obleko, preprečiti stik s kožo in očmi, se izogibati vdihavanju prahu, odstraniti vse vire vžiga, se izogibati nastanku statične elektrike in dobro prezračiti prostore.

## Ravnanje z nevarno snovjo/pripravkom in skladiščenje
Pri rokovanju s spojino se moramo izogibati vdihavanju par in megle, preprečiti stik z očmi, kožo in obleko. Preprečiti moramo nastajanje statične elektrike. Opremo moramo ozemljiti.
Hranimo jo v zaprti embalaži na hladnem in dobro prezračenem prostoru proč od virov toplote in močnih oksidantov.

## Nadzor nad izpostavljenostjo/varnost in zdravje pri delu
- Zaščita dihal: dobro zračenje, pri visoki koncentraciji hlapov uporaba zaščitne maske
- Zaščita rok: zaščitne rokavice
- Zaščita oči: tesno prilegajoča se zaščitna očala
- Zaščita kože: predpasnik, čevlji z gumenim podplatom

## Fizikalne in kemijske lastnosti
Izopropil alkohol se nahaja v tekočem agregatnem stanju, je brez barve in ima značilen vonj.

## Obstojnost in reaktivnost
2-propanol je stabilen pri normalnih pogojih, nevarnost se pojavi pri prisotnosti odprtega ognja zaradi visoke vnetljivosti in hlapov, ki nastanejo. Pri gorenju nastajata voda in ogljikov dioksid.
Nezdružljiv je s snovmi, kot so: močni oksidatorji, halogeni in halogenirane spojine, močne anorganske kisline in aldehidi.

## Toksikološki podatki
Akutna strupenost pri:
- vdihavanju - LC50>20mg/l (4ure) (podgana)
- stiku s kožo - LD50>2000mg/kg (zajec)
- zaužitju - LD50>2000mg/kg (podgana)

## Ekotoksikološki podatki
Mobilnost: biokoncentracijski potencial je nizek. Porazdelitveni koeficient noktanol/voda je 0,05. topno v vodi. V 24 urah izhlapi ali se raztopi v vodi. Večje količine snovi lahko prodrejo skozi zemljo in onesnažijo podtalnico.                                                                            
Razgradljivost: biorazgradljivost doseže pri testu zaprte posode v 28 dni 84%.
Akumulacija: ne bioakumulira signifikantno 
Strupenost:
- ribe
- nevretenčarji
- alge
- bakterije

Kratkotrajni in dolgotrajni učinki na okolje: informacij ni na voljo.
Stopnja ogrožanja vode: informacij ni na voljo.

## Odstranjevanje
- Presežek čiste spojine: reciklirati, če je možno. Ravnaj v skladu s predpisi.
- Kontaminirana embalaže: reciklirati, če je možno. Ravnaj v skladu s predpisi.
- Predpisi:
  - Pravilnik o ravnanju z odpadki.
  - Pravilnik o ravnanju z embalažo in odpadno embalažo.

## Transportni podatki
- UN številka:                  1219
- ADR/RID ime:                  Izopropanol
- ADR/RID razred:               3
- ADR/RID embalažna skupina:    II
- ADR/RID nalepka nevarnosti:   3
- ADR/RID št. nevarnosti:       33

Predpisi:
Evropski sporazum o mednarodnem cestnem prevozu nevarnega blaga-ADR.

## Zakonsko predpisani podatki o predpisih
Simbol: F Lahko vnetljivo  Xi Dražilno
Opozorilni stavki(R)
- R11        Lahko vnetljivo
- R36        Draži oči.
- R67        Hlapi, lahko povzročijo zaspanost ali omotico.

Obvestilni stavki(S)
- (S2)       Hraniti izven dosega otrok.
- S7         Hraniti v tesno zaprti posodi.
- S16        Hraniti ločeno od virov vžiga - ne kaditi.
- S24/25     Preprečiti stik s kožo in očmi.
- S26        Če pride v oči, takoj izpirati z obilo vode in poiskati zdravniško pomoč.

Varnostni list je pripravljen v skladu z naslednjimi predpisi Republike Slovenije:
- Zakon o kemikalijah.
- Pravilnik o razvrščanju, pakiranju in označevanju nevarnih snovi.
- Pravilnik o razvrščanju, pakiranju in označevanju nevarnih pripravkov.

## Druge informacije
Pomen opozorilnih R stavkov iz poglavja 2 oz. 3:
R11   Lahko vnetljivo.
R36   Draži oči.
R67   Hlapi lahko povzročijo zaspanost ali omotico.
Vir za izdelavo slovenskega varnostnega lista:
Varnostni list dobavitelja.
Glavne spremembe:

- 1.točka:  -dopolnitev sinonimov 

- 3.točka   -dopolnitev simptomov 

- 4.točka   -navedba splošnih informacij

- 4.točka   -dopolnitev prve pomoči pri stiku z očmi in zaužitju

- 6.točka   -dopolnitev osebnih varnostnih in okoljevarstvenih ukrepov

- 7.točka   -dopolnitev rokovanja

- 7.točka   -navedba neprimernih materialov

-11.točka   -dopolnitev akutne strupenosti

-12.točka   -dopolnitev mobilnosti in razgradljivost

-13.točka   -dopolnitev podatkov

-14.točka   -dopolnitev podatkov